# 符号語
符号語（ふごうご）は、符号理論において、符号アルファベットに含まれるシンボルからなる系列のこと。
例えば、アルファベットの「A」をASCIIで符号化した際の「1000001」という{0,1}の系列が符号語である。